# Norbert Placke
Norbert Placke (* 14. Oktober 1958 in Osnabrück) ist ein ehemaliger deutscher Fußballspieler.

## Werdegang
Der Stürmer begann seine Karriere beim Osnabrücker Amateurverein TuS Haste 01 und wechselte im Sommer 1975 zum Zweitligisten VfL Osnabrück. Er gab sein Profidebüt am 14. Januar 1978 bei der 1:3-Niederlage der Osnabrücker beim SC Herford. Es war das erste von fünf Zweitligaspielen, in denen Placke kein Tor gelang. 1979 verließ Placke den Verein und spielte im Amateurlager noch für den FC Schüttorf 09, Rot-Weiß Damme, den TuS Haste 01 sowie TuRa Grönenberg Melle.